# Maersk

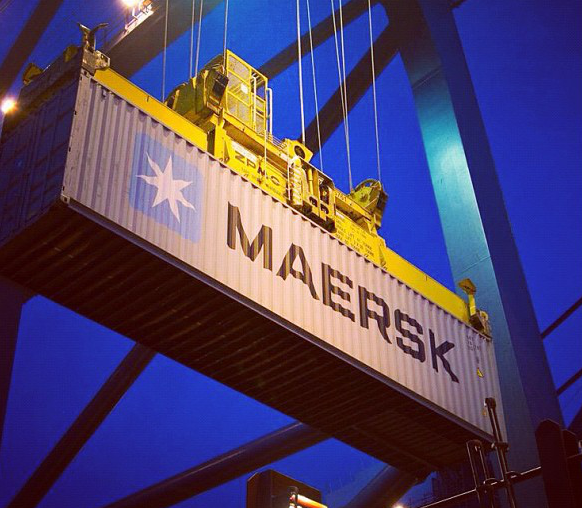
Un contenidor Maersk Line de 40 peus aixecat per una grua.

El Grup A.P. Møller-Mærsk (en danès: A.P. Møller-Mærsk Gruppen), sovint escrit Moller-Maersk, és una companyia de transports de càrrega i logística danesa fundada el 1904 per Arnold Peter Møller i Peter Mærsk Møller. La companyia és coneguda com a Mærsk (o internacionalment Maersk) i és famosa pel seu gran negoci de transport marítim.
Les activitats empresarials de Maersk inclouen l'enviament, l'explotació portuària, la gestió de la cadena de subministrament i l'emmagatzematge. La companyia té la seu a Copenhaguen, Dinamarca, amb filials i oficines a 130 països i més de 100.000 empleats a tot el món el 2022. Es tracta d'una empresa familiar que cotitza en borsa, ja que l'empresa està controlada per la família homònima Møller a través de holdings.
Els ingressos anuals de la companyia el 2022 van ser de 81.500 milions de dòlars EUA. Al Forbes Global 2000 de 2022, Møller-Maersk es va classificar com la 161a empresa pública més gran del món. Des de 1996 fins al 2022, en que va ser superada per MSC, va ser la companyia de transport marítim de mercaderies més gran del món. El 2011 el grup tenia uns 117.000 empleats i ocupava el lloc 154 a la llista Fortune Global 500, baixant a 83.512 i el lloc 320 en 2020.
Maersk s'ha enfrontat a diversos reptes, com ara la recessió econòmica mundial, un atac de programari maliciós i l'impacte de la pandèmia de la COVID-19 en el comerç mundial. En els últims anys, Maersk ha afirmat centrar-se en la sostenibilitat, fixant objectius per reduir la seva petjada de carboni i augmentar l'ús de fonts d'energia renovables.

## Història

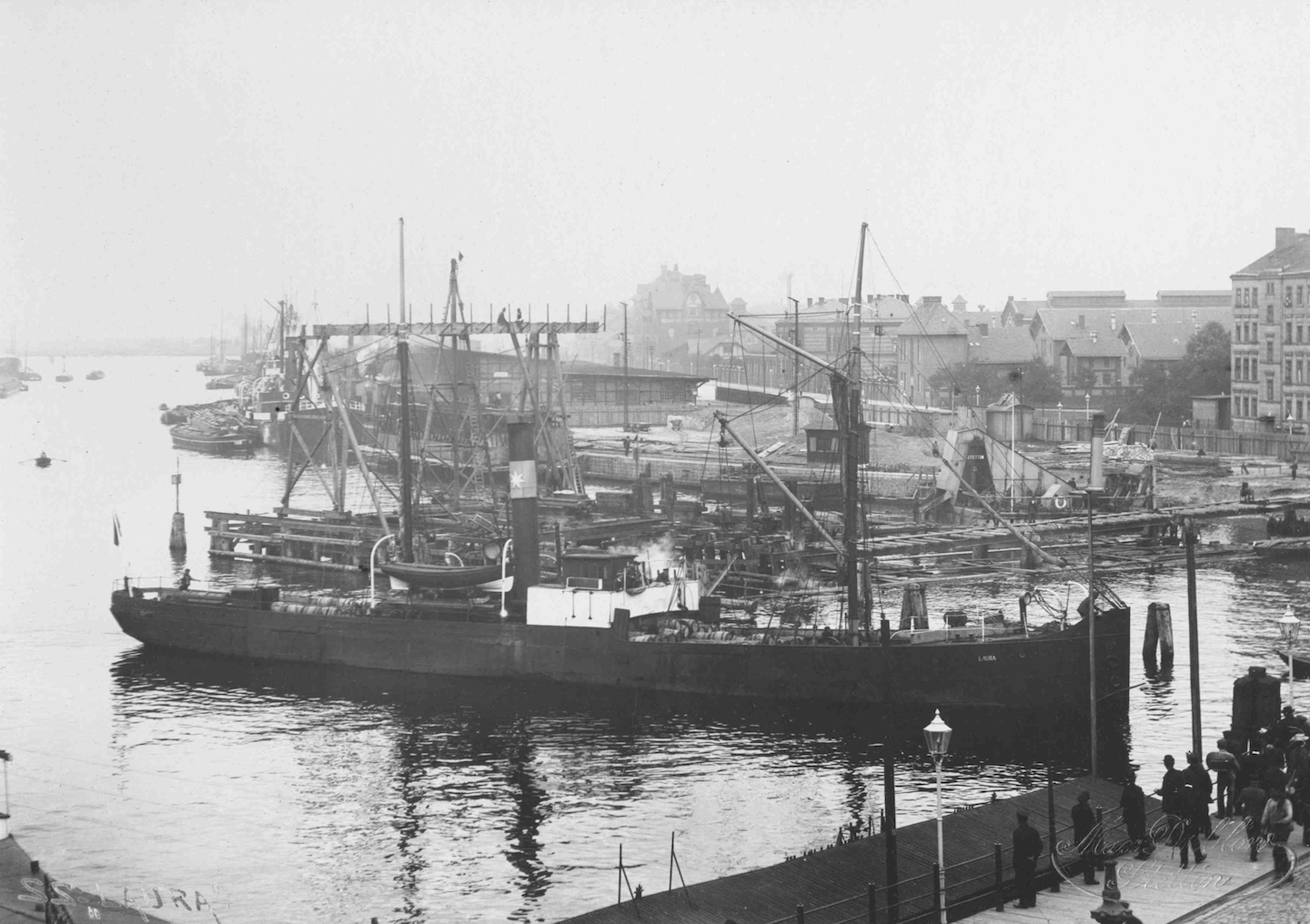
La SS Laura el 1886 a Svendborg, Dinamarca

Dampskibsselskabet Svendborg va ser fundada a Svendborg l'abril de 1904 pel capità Peter Mærsk Møller (1836–1927) i el seu fill Arnold Peter Møller (1876–1965). A. P. Møller va tenir quatre fills, tots de la seva primera dona Chastine Estelle Roberta Mc-Kinney. El seu segon fill va ser (Arnold) Mærsk Mc-Kinney Møller (1913–2012), que va esdevenir soci de l'empresa el 1939 i cap de l'empresa quan el seu pare va morir. El 1993 Jess Søderberg el va succeir com a conseller delegat. Ell va continuar com a president fins al desembre de 2003, moment en què tenia 90 anys, i Michael Pram Rasmussen el va rellevar al càrrec. Mærsk Mc-Kinney Møller va ser, fins a la seva mort, un dels administradors de l'empresa i va ser president de la drassana d'acer Odense fins al 2 de maig de 2006.
AP Moller - Maersk va anunciar la seva elecció estratègica per separar les seves operacions relacionades amb el petroli i el gas de l'estructura del conglomerat i concentrar-se només en la logística de contenidors el 2016. La participació majoritària de Maersk Tankers es va vendre a AP Moller Holding el 2017. Maersk Oil es va vendre a TOTAL SA el 2018 i l'empresa de perforació Maersk Drilling es va convertir en una empresa que cotitza per separat l'abril del 2019.
El 2017, l'empresa va ser una de les principals víctimes de l'atac de programari maliciós de rescat NotPetya, que va interrompre greument el seu funcionament durant diversos mesos.
El 2021, la companyia va comprar 8 vaixells neutres en carboni per 1.000 milions de lliures esterlines.
L'agost de 2021, Maersk es va unir a la Carta de baixes emissions de carboni de BEC.

### Logo
El logotip de Maersk és una estrella blanca de set puntes sobre un fons blau pàl·lid. El logotip es remunta a 1886, quan es va utilitzar al primer vaixell de vapor del capità Peter Maersk Møller, el SS LAURA de 1875. La història que hi ha darrere es refereix a un episodi en què la dona del capità Møller, Anna, l'havia acompanyat en un viatge per mar i va caure greument malalta. El profundament devot capità Møller va pregar per la recuperació de la seva dona, i ella es va recuperar.
En una carta del 6 d'octubre de 1886, li va escriure: "L'estrella de l'embut és un recordatori del vespre que vaig resar per tu amb aflicció i angoixa, demanant el senyal de veure una estrella en el cel gris ennuvolat, un recordatori que el Senyor escolta les nostres oracions".
Quan es va fundar The Steamship Company Svendborg el 1904, l'estrella de set puntes sobre el fons blau pàl·lid es va convertir en el seu emblema de l'embut i el símbol a la bandera de la casa de l'empresa. Quan es va establir The Steamship Company de 1912, també es va triar l'estrella de set puntes com a logotip.
Al llarg dels anys, l'estrella blanca de set puntes ha estat sinònim de Maersk, però el logotip ha sofert alguns canvis menors. Els darrers canvis es remunten a principis dels anys setanta, quan Maersk va contractar el dissenyador i arquitecte danès Acton Bjørn per ajudar amb un disseny més modern, el que encara s'utilitza avui dia.

## Transport i logística

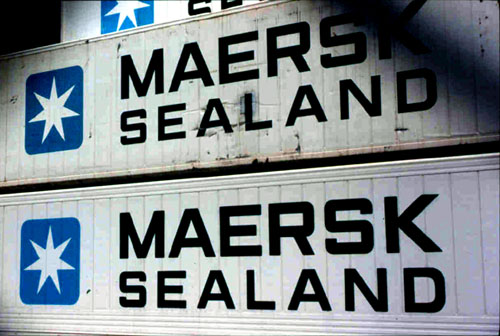
Emblemàtics contenidors de Maersk.

### Maersk Line
El grup operatiu més gran per ingressos i personal del grup AP Moller és la divisió de Maersk Line. Maersk Line opera més de 500 embarcacions i 1,9 milions de contenidors a tot el món. Maersk Line és la companyia de transport de contenidors més gran del món. El 2012 va transportar 35 milions de contenidors, un 6% més que en 2011 i va aconseguir un guany econòmic de 461 milions de dòlars. El 2019 va transportar 12 milions de contenidors, una cinquena part de tots els contenidors del mon.

### Terminals

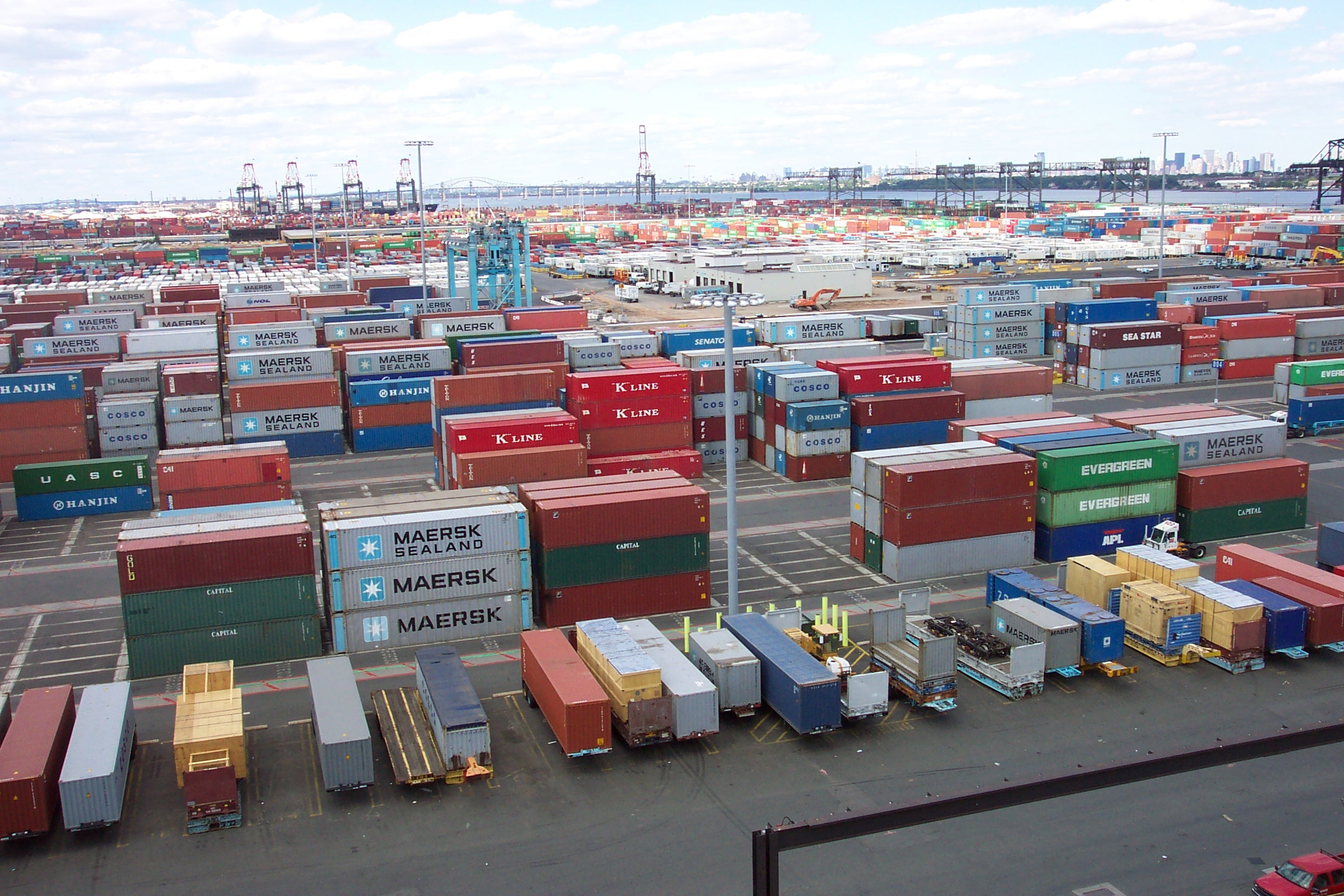
Parteix de la terminal de contenidors de A.P.Møller a Port Elizabeth, Nova Jersey (EUA).

A.P. Møller-Mærsk opera aproximadament 50 terminals de contenidors privades a tot el món. Prop de 15 eren originalment terminals de Sealand Corp., adquirides al novembre de 1999. APM Terminals International té les seves oficines a la Haia (Països Baixos).

#### Terminals a Europa
Algesires, Aarhus, Barcelona, Bremerhaven, Gothenburg, Poti (Geòrgia), Rotterdam-Maasvlakte, Rotterdam-Maasvlakte 2, Wilhelmshaven-JadeWeserPort, València, Gijon, Izmir, Zeebrugge, Vado Ligure Reefer Terminal i Vado Gateway.

#### Terminals a Amèrica
Los Angeles, Miami, Mobile, Elizabeth, Tacoma, Buenos Aires, Buenaventura i Cartagena, Itajaí, Pecém, Callao, Santos, Lázaro Cárdenas, Puerto Quetzal, Yucatan, Puerto Limón

#### Terminals a l'Àsia
Àqaba, Haifa, Bahrain, Salalah, Port Said, Cai Mep, Colombo, Dalian, Guangzhou, Kobe, Laem Chabang, Karachi, Pipavav, Qingdao, Tanjung Pelepas, Tianjin, Shanghai, Xiamen, Yokohama, Bombai, Singapur.

#### Terminals d'Àfrica
Abidjan, Apapa, Cotonou, Douala, Luanda, Monròvia, Onne, Pointe-Noire, Port Elizabeth, Tànger, Tema.

### Altres activitats

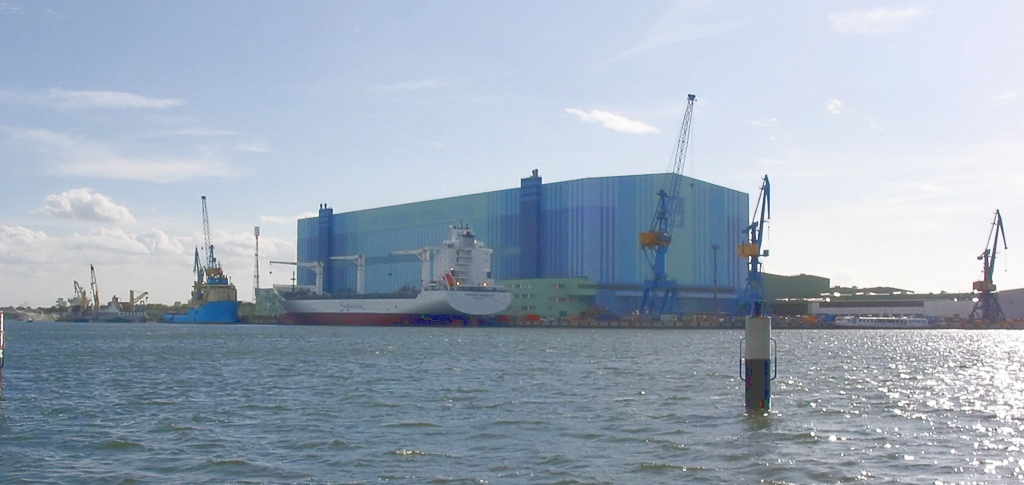
El drassana Volkswerft Stralsund, Alemanya, part de l'A.P. Møller Group amb l'edifici principal per a la construcció de vaixells i els nous navilis en el moll: un vaixell de Safmarine Cointeiner Line amb capacitat per 2.100 contenidors i un bot suplidor de Mærsk.

#### Relacionades amb contenidors
- DAMCO (antigament Maersk Logistics) - Serveis de transport de càrrega sense bucs.
- Mærsk Container A/S - Manufactura de contenidors amb fàbriques a Tinglev (Dinamarca), San Antonio (Xile), Dongguan i Qingdao (Xina)
- Safmarine - Companyia de transport marítim, propietat de Maersk Line.
- Inland Services - petites companyies disseminades per tot el món encarregades d'activitats auxiliars com a reparació de contenidors, transports, etc. Alguns exemples són Star Container, Contopsa, Pentalver

#### Energia
- Maersk Oil - Exploració a la recerca de petroli i gas natural i la seva posterior producció. En 2017 es va vendre a Total S. A. per concentrar-se en el negoci del transport de contenidors[23] per 7.450 milions de dòlars en accions i transaccions de deute.[24]

#### Transport marítim de càrrega, petroli i gas
- Maersk Tankers - Administració de la flota de vaixells petroliers i gassers. En 2017 es va vendre a la seva matriu APMH Invest A/S.[25]
- Maersk Contractors - Relacionada amb la perforació per a l'extracció de petroli, compta amb una flota de moderns equips perforadores de bases retràctils.
- Maersk Supply Service - Administració de les embarcacions de proveïment per a plataformes

#### Altres
- Construcció de vaixells - Unió de l'Odense Steel Shipyard, Loksa Yard, Baltia ES a Estònia i el Baltijos Laivų Statykla a Klaipėda, Lituània.
- La drassana de reparació Suez Odense amb un moll de 300 metres a Suez, Egipte.
- Mærsk Rosti A/S - Producció de productes a força de plàstic.
- Dansk Supermarked Group - Cadena de supermercats al detall.
- Svitzer (anteriorment Svitzer Wijsmuller) - Remolc de bucs i operacions marines de salvament.

### MISE
Maersk International Shipping Education (M.I.S.E.) és un programa d'entrenament de dos anys creat per desenvolupar als futurs capdavanters de l'A.P. Moller - Maersk Group.
Cada any aproximadament 450 aprenents de més de 80 països entren al Programa M.I.S.E. seleccionats entre més de 85.000 sol·licituds admeses cada any per rebre una educació intensiva. El programa combina educació pràctica i teòrica sobre totes les divisions majors del grup amb una exposició multicultural i oportunitats de treball en A.P. Moller després d'acabar-ho.

### Administració
En els seus inicis A.P. Møller-Mærsk Group va tenir per nom Dampskibsselskabet Svendborg, fundada pel capità Peter Mærsk-Møller i el seu fill Arnold Peter Møller a Svendborg (Dinamarca) el 1904. A.P. Møller va tenir deu fills, un dels quals, Mærsk Mc-Kinney Møller, es va convertir en soci de la companyia el 1930. Després de la mort de A.P. Møller al juny de 1965, va esdevenir director executiu de la companyia fins al 1993, quan va ser succeït per Jess Søderberg. Malgrat això, encara és propietat de la companyia i va ser president de l'Odense Steel Shipyard fins al 2 de maig de 2006. Dos de les tres filles de Mærsk Mc-Kinney Møller són membres de la junta directiva, cadascuna amb el títol de vicepresidenta.

#### Propietari administrador
- Mærsk Mc-Kinney Møller, des de juny de 1965

#### President
- Arnold Peter Møller, des de 1904 fins a juny de 1965
- Arnold Mærsk Mc-Kinney Møller, des de juny de 1965 fins al 15 de desembre de 2003
- Michael Pram Rasmussen, des del 15 de desembre de 2003

#### Director executiu
- Arnold Mærsk Mc-Kinney Møller, des de juny de 1965 fins a juny de 1993
- Jess Søderberg, des de juny de 1993 fins a desembre de 2007
- Nils Smedegaard Andersen, des de desembre de 2007

## Maersk Line, Limited
Maersk Line, Limited és una subsidiària de A.P. Moller-Maersk Group amb base als Estats Units la funció dels quals és manejar la flota de vaixells amb bandera dels Estats Units i proveir a les agències governamentals d'aquest país i als seus contractista serveis de transport i de logística. Maersk Line, Limited maneja la flota més gran del món de bucs amb bandera estatunidenca.

### Flota
Maersk Line, Limited controla certa quantitat de bucs utilitzats per la divisió Maersk Line. Iniciant amb un nombre relativament baix de bucs concentrats a transportar càrrega regular així com del govern dels Estats Units, la flota de Maersk Line, Limited va créixer significativament amb l'adquisició de Sea-Land Service, Inc en 1999 i P&O Nedlloyd/Farrell Lines el 2005.

### Contractes militars i governamentals dels Estats Units
Maersk Line, Limited també té un contracte amb el Comando Militar de Transport Marítim del Departament de Defensa per manejar i operar bucs militars. Seguint amb la tradició de Sea-Land Service, que va guanyar un substancial creixement durant la Guerra de Vietnam, les divisions marítimes d'A.P. Møller-Mærsk Group han estat clients afiliats al Departament de Defensa dels Estats Units en anys recents. Amb la Guerra de l'Iraq, els negocis han estat particularment lucratius, començant a l'agost de 2002 (abans de l'inici de la guerra), els gegantescs vaixells de contenidors de Maersk van lliurar un terç de l'equip militar dels Estats Units a la regió durant la preparació per la invasió de l'Iraq de 2003. Les contínues operacions de suport per a l'ocupació generarien a Mærsk Group més de $1.000 milions en vendes relaciones amb la guerra fins al 2005.
Aproximadament el 99% dels contractes van ser per als Departaments de l'Exèrcit i de l'Armada, amb porcions més petites per a USAID, el Departament d'Estat i altres agències.

## Crítiques

### Contaminació per combustibles
L'any 2009, es va estimar que l'ús de gasoli pesat per part de la flota de Maersk va alliberar diòxid de sofre i òxids de nitrogen a l'atmosfera corresponents a les emissions de 9.000 milions de cotxes, amb el resultat greus impactes sobre la salut, el medi ambient i el canvi climàtic.
Un dels problemes de salut amb l'òxid de nitrogen es va publicar en un estudi del 2023 amb una una mostra ètnicament diversa de 161.808 dones postmenopàusiques. L'estudi apuntava que els òxids de nitrogen eren un contribuent important al deteriorament ossi de les dones postmenopàusiques, ja que una de cada dues dones de més de 50 anys que van patir una fractura òssia, i la columna lumbar va ser un dels llocs més susceptibles del dany, va ser el doble de destructiu que l'envelliment normal, amb efectes que es creu que succeeixen a través de la mort de les cèl·lules òssies per estrès oxidatiu i altres mecanismes.
Per exemple, la densitat mineral òssia (DMO) de la columna lumbar va disminuir 0,026 g/cm 2 /any per un augment del 10% en la concentració mitjana de NO ₂ a 3 anys, o la quantitat de reduccions anuals de l'1,22%, gairebé el doble dels efectes anuals de l'edat en qualsevol dels llocs anatòmics avaluats.
El problema de salut del combustible de búnquer (fuel pesant), un tipus d'oli utilitzat en el 80 per cent dels vaixells mercants del món l'any 2008, amb un consum total de 290 milions de tones anuals, és que té un contingut de sofre molt elevat seguit de diòxid de sofre, que surt directament de la xemeneia, després de la qual cosa s'estén i pot fer que la gent emmalalteixi o fins i tot sigui letal", diu Jørgen Brandt, que és investigador sènior del Departament de Medi Ambient Atmosfèric de la Universitat d'Aarhus. Mærsk és conscient de l'abast del problema. Ivan Seistrup, vicepresident del grup d'AP Møller Mærsk, va declarar el 2009: "Entre d'altres coses, hem entrat en estreta cooperació amb Boeing en el desenvolupament de biocombustibles per a la indústria naviliera, que constituirà un salt tecnològic quàntic. Una solució podria ser navegar amb biocombustible net a les zones costaneres, i després utilitzar combustible de búnquer a mar obert, on no fa mal."
Els dos tipus de biocombustibles més comuns són el bioetanol i el biodièsel. No obstant això, els científics i la investigació de Vestlandsforskning noruec han descobert que el biodièsel pot augmentar el risc de càncer, cursat per dues molècules anomenades hidrocarburs aromàtics policíclics (PAH), que es formen a partir de gasoil fòssil, i èsters metílics d'àcids grassos (FAME), formats a partir de biodièsel, i també mostren un perfil ecotoxicològic de la contaminació atmosfèrica tant urbana com rural.